# Ars magna lucis et umbrae
Ars magna lucis et umbrae es una obra de Athanasius Kircher publicada en Roma a mediados de siglo XVII (1645-1646) y estructurada en diez libros o capítulos. La obra destaca por la explicación que se hace sobre los cuerpos celestes, las relaciones entre estos, la influencia que tienen sobre la Tierra y su relación con el cálculo del tiempo.
Luz y sombra están representadas aquí como el águila bicéfala de los Austrias, colocada sobre la égira del sol (Apolo), de la misma forma que los colores, en forma de pavos, están sobre la luna (Diana). Los rayos luminosos corresponden a los grados del conocimiento;obsérvese que el mundo sensible, en sentido platónico, tiene solamente el rango que le confiere la débil reflexión de la luz divina, oscurecida por la oscura caverna del cuerpo.

## Temática
El tema principal de la obra es el tratamiento de los cuerpos celestes (planetas, estrellas, cometas) y la influencia que estos pueden llegar a tener en varios fenómenos físicos terrestres. Además, en la obra el autor trata diferentes aspectos de la gnomònica, la ciencia dedicada a realizar teorías y reunir conocimientos sobre la división del arco diurno o trayectoria del Sol sobre el horizonte, que resulta muy útil para la construcción de relojes de sol. Precisamente, Kircher se dedica a diseñar varios tipos de relojes de sol en el libro, algunos bastante extravagantes y sin ninguna utilidad práctica.
Otros temas tratados en el Ars Magna Lucis et Umbrae son el color, la óptica y la fosforescencia, especialmente en los primeros capítulos del libro. Estos son tratados basándose en los trabajos de eruditos anteriores al autor, como el astrónomo Francesco Maurolico y el filósofo Giovanni Battista della Lleva. Kircher también trata un tema que suscitó interés desde la antigüedad, el de la cuadratura del círculo (problema matemático que consiste a encontrar, a partir de métodos geométricos, un cuadrado de área igual que la de un círculo dado). 
En la obra se incluye la primera imagen impresa del planeta Saturno y sus anillos, así como también de Júpiter. Algunos autores consideran que Kircher toma conciencia del movimiento de los astros, aunque no termina de aceptar los descubrimientos de los astrónomos Copérnico y Kepler. Sus estudios astronómicos siguen la línea de los que fueron realizados por el astrónomo danés Tycho Brahe en el siglo XVI. En estos, Brahe consideraba que la Luna y el Sol giraban alrededor de la Tierra y los otros cinco planetas lo hacían alrededor del Sol. 
Por otro lado, Kircher, en la obra, también escribe sobre la linterna mágica, un aparato óptico que fue precursor del cinematógrafo y sobre el cual se habló por primera vez en un manuscrito escrito por Christiaan Huygens, en el año 1659. Kircher se convirtió en el principal divulgador de este invento a partir de la publicación del Ars Magna Lucis et Umbrae.

## La importancia del Libro X
Uno de los capítulos más destacables de la obra es el Libro X, denominado Magia lucis et umbrae ("Magia de la luz y las sombras"), puesto que en él se explica cómo se construye y cómo se utiliza la linterna mágica. 
En este capítulo, Kircher se dedica a hablar de la magia de la luz y las sombras y lo hace dividiéndola en tres partes: la magia "horográfica", aquella relacionada con los prodigios en relojería, la magia "parastática", con la que, según Kircher, "se consiguen prodigiosas operaciones con rayos, tanto reflejados como refractados por medio de llamas, luces y colores diversos" y, por último, la magia "catóptrica", que consiste en las diferentes metamorfosis de unos elementos en otros mediante el uso de espejos. 
Kircher desarrolla otros inventos aparte de la linterna mágica, como el que él denomina "microscopio parastático" y que actualmente tendría su equivalente en el llamado View Master, un aparato en el que poniendo los ojos a través de un visor, es posible ver alguna imagen de manera clara y nítida, colocada dentro del aparato a propósito. El autor no solo expone lo que él ha hecho con estos aparatos, sino que lo que explica sobre los inventos tiene un objetivo pedagógico e instructivo, dado que pretende que cualquier persona pueda construirlos por sí misma con la ayuda de sus descripciones.
De entre todos los aparatos descritos destaca la linterna mágica, que fascinaba al autor por su capacidad de maravillar a las personas. La explicación y descripción de este aparato solo ocupa una página y media, pero destaca dentro del grueso del libro porque fue la primera vez en que se describió la construcción y utilización de un aparato dedicado a proyectar imágenes en movimiento. Además, se le adjudica el apelativo de "mágica" porque Kircher consideraba que con este aparato se conseguiría impresionar tanto a la audiencia que nunca olvidarían aquello que habían visto.